# 白滝まつり
白滝 まつり（しらたき まつり、1985年10月29日 - ）は、日本の元グラビアアイドル。
ハワイ出身。エイアンドエイ（長良グループ）所属。

## 来歴・人物
両親は日本人であるが、アメリカ合衆国生まれ。帰国子女であるため国籍を持っていたという。これは米国が出生地主義をとっているためとみられる。また、生後すぐ日本に戻ったため、英語は話せず、日本語のみを話す。
旧芸名はシーナ茜で、「シーナ」は本名の名である本名はシーナ エリザベス 伊庭 (いば)。
趣味はライブ鑑賞、特技は新体操・剣道。
2020年エイ・アンド・エイ（長良プロダクション）退社により芸能界引退。

## 出演

### バラエティ
- なべあちっ!（フジテレビ）
- 志村屋です。（2008年5月14日、フジテレビ） -「志村診察室」ゲスト
- 草野☆キッド（2008年12月17日、2009年2月18日、テレビ朝日）
- 誘惑のマーメイド（MONDO21）
- あらびき団（2009年6月10日、TBS）
- 太田光の私が総理大臣になったら…秘書田中（2009年7月3日・9月11日、日本テレビ）
- 全力坂（2009年11月、テレビ朝日）
- 志村けんのバカ殿様（フジテレビ）- 腰元
  - 初笑い!時代劇スペシャル（2010年1月7日）
  - お待たせしました!!秋の大爆笑スペシャル（2010年9月30日）
  - 新春!笑いの福袋大放出スペシャル（2011年1月6日）
  - がんばろう日本スペシャル（2011年10月6日）
  - 愛菜ちゃん姫大はしゃぎスペシャル（2012年1月10日）
- オールスター感謝祭（2010年4月3日・10月2日、2011年4月9日・10月1日、2012年9月29日、2013年3月30日、TBS）

### テレビドラマ
- 土曜ワイド劇場「ヤメ検の女3」（2012年7月21日、朝日放送） - リポーター 役

### 映画
- 呪怨 パンデミック
- エボリューションキング3